# 丁靜怡
丁靜怡（1979年10月24日—），曾任TVBS新聞台主播、鴻海公司發言人；現為JET綜合台《大尋寶家》節目主持人。

## 學歷
- 景美女中
- 世新大學口語傳播學系

## 曾主播過或主持過的節目
| 時間                         | 頻道       | 節目             | 備註                             |
| 2004年5月—2006年9月30日      | TVBS新聞台 | 《整點新聞》     | 多主持中午與至晚上黃金時間之新聞 |
| 2004年7月5日—時間待查        | TVBS       | 《TVBS夜間新聞》 |                                  |
| 2004年7月                    | TVBS       | 《歐足賽》轉播   | 與郭家群一起主播                 |
| 2006年10月2日—2006年12月29日 | TVBS       | 《搞董新聞》     | 主持人，與董智森一起主持         |
| 2007年1月1日—時間待查        | TVBS       | 《新聞不一樣》   | 主持人，與張啟楷一起主持         |

## 外部連結
- 丁靜怡愛三寶fun的Facebook專頁